# Oedalechilus
Oedalechilus – rodzaj ryb mugilokształtnych z rodziny mugilowatych (Mugilidae).

## Klasyfikacja
Gatunki zaliczane do tego rodzaju:
- Oedalechilus labeo – cefal wargacz[potrzebny przypis]
- Oedalechilus labiosus – cefal morski[3]